# Dino Tiberi

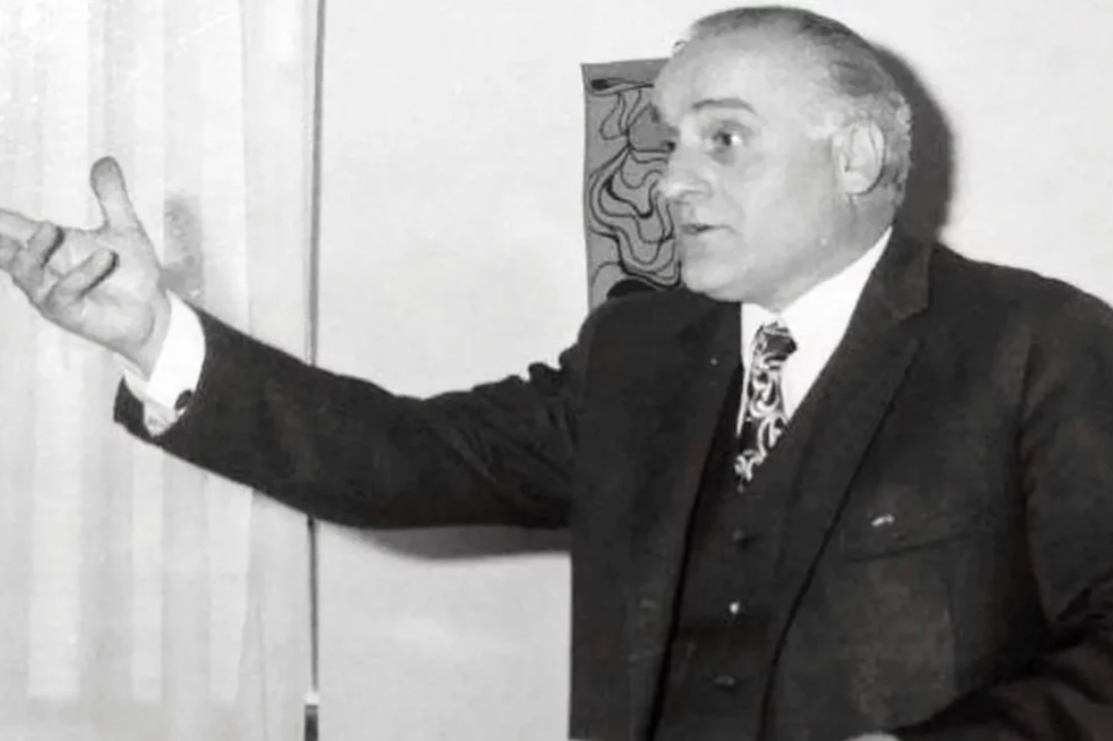
Dino Tiberi durante il periodo di Presidenza della Regione Marche

Dino Tiberi (Urbino, 29 novembre 1923 – Urbino, 7 marzo 2013) è stato un politico italiano.

## Biografia
Nato in una famiglia contadina, divenne insegnante e iniziò a lavorare durante la seconda guerra mondiale.
È stato una delle figure politiche più importanti della città di Urbino e della locale Democrazia Cristiana, nella seconda metà del XX secolo. Inoltre si è sempre interessato dei problemi legati al patrimonio storico e ambientale dell'entroterra marchigiano, oltre ad essere stato un attento osservatore degl'usi e costumi della civiltà contadina; tali temi hanno caratterizzato la sua produzione letteraria.
Ha ricoperto la carica di consigliere comunale di Urbino, dal 27 maggio 1951 al 6 giugno 1970 e dal 12 maggio 1985 al 5 maggio 1990; ma soprattutto ha fatto parte del Consiglio Regionale delle Marche, dal 7 giugno 1970 all'11 maggio 1985; ricoprendo vari incarichi, tra cui: la presidenza della I commissione per gli affari istituzionali (25 settembre 1975 - 7 giugno 1980), la vice presidenza del Consiglio Regionale (17 novembre 1970 - 19 dicembre 1972) e infine la presidenza della Giunta Regionale, dal 20 dicembre 1972 al 10 settembre 1975. Oltre ad essere stato membro di quattro commissioni.
Dopo l'esperienza politica in Regione, si dedicò alla scrittura collaborando con quotidiani, riviste, con la Rai e scrivendo diversi libri, tra cui il più importante è il Ranco, una sorta di autobiografia ambientata negli anni bui della guerra; il libro vinse nel 1985 il V premio nazionale Frontino - Montefeltro e il premio letterario per la narrativa "Città di Ancona". I suoi libri si caratterizzano per la grande importanza attribuita ai valori della tradizione, alle bellezze naturali e alla saggezza popolare.
È morto il 7 marzo 2013 all'età di 89 anni, colto da un improvviso malore mentre si trovava nel Circolo cittadino per la quotidiana lettura dei giornali.

## Opere
- Il Ranco, Urbania, 1985.
- Da Badò, Urbania, 1987.
- Il Sillabario di Badò, Sant'Angelo in Vado, 1991.
- Storie - da proverbi marchigiani, Sant'Angelo in Vado, 1993.
- Il dono della memoria, Quattroventi, Urbino, 1994.
- Il mulino di Badò, edizioni Chi Ni, Macerata-Fermo, 1995.

## Riconoscimenti
- Il 12 gennaio 2024 in Urbino, è stata a lui intitolata, la Salita di accesso dalla piazza del Mercatale alla rampa della Data[3].